# Цепелево
Цепелево (пол. Ciepielewo) — село в Польщі, у гміні Шелькув Маковського повіту Мазовецького воєводства.
Населення — 209 осіб (2011).
У 1975-1998 роках село належало до Остроленцького воєводства.

## Демографія
Демографічна структура станом на 31 березня 2011 року:
|          | Загалом | Допрацездатний вік | Працездатний вік | Постпрацездатний вік |
| -------- | ------- | ------------------ | ---------------- | -------------------- |
| Чоловіки | 107     | 20                 | 73               | 14                   |
| Жінки    | 102     | 13                 | 58               | 31                   |
| Разом    | 209     | 33                 | 131              | 45                   |